# زیستگاه صخره‌ای قوچعلی ۲
زیستگاه صخره‌ای قوچعلی ۲ مربوط به دوران پیش از تاریخ ایران باستان است و در شهرستان ایلام، تنگه قوچعلی، ۲۰۰ متری شرق دژبانی تنگه واقع شده و این اثر در تاریخ ۱۴ مرداد ۱۳۸۲ با شمارهٔ ثبت ۹۵۴۱ به‌عنوان یکی از آثار ملی ایران به ثبت رسیده است.